# A-Pressen
A-Pressen var en svensk socialdemokratisk tidningskoncern, som grundades 1947 och gick i konkurs 1992.
Koncernens uppgift var att samordna och utveckla de olika tidningar som i början av 1900-talet startats på olika håll i Sverige av lokala organisationer inom den socialdemokratiska arbetarrörelsen. Redan 1950 kulminerade man med 29 anslutna dagstidningar. Sedan började en lång nedgångsfas. Från att ha varit utpräglade partsorgan med vinklad nyhetsförmedling minskade partipolitiseringen vad gäller innehåll på nyhetsplats under 1960-talet, och under 1970-talet var den i princip borta. I spridning och ägande kvarstod en politisk koppling: koncerntidningarna lästes nästan bara av s-väljare, och det socialdemokratiska partiet centralt ägde s-tidningarna tillsammans med Landsorganisationen i Sverige (LO), och för vissa tidningar lokala delar av den socialdemokratiska delen av arbetarrörelsen ("Rörelsen").
Koncernens tidningar var huvudsakligen andratidningar i små och medelstora svenska städer, med liten upplaga, små resurser och av mindre värde för annonsörerna. De drabbades hårt av det tidiga 1990-talets vikande annonskonjunktur men koncernens ekonomiska styrka hade då redan undergrävts av en svag ledning under VD Torbjörn Båth (VD 1986-1992).
Konkursen drabbade 1 400 anställda och slutade med ett underskott på 150 miljoner kronor. LO hade så sent som 1986 tillfört 145 miljoner kronor. LO hoppade av från sitt 45-åriga ägaransvar en månad före konkursen genom att sälja sin del i A-pressen till socialdemokratiska partiet för en symbolisk 1-krona.

## Arbetarpressen efter A-pressens konkurs
Några av de listade tidningarna rekonstruerades efter konkursen men endast två ägarkontrollerades 2015 av Rörelsens lokala organisationer: Östra Småland och Värmlands Folkblad. Östra Småland las ned 2019, och Värmlands Folkblad ingår numera i NWT-koncernen.
Flera tidningar har köpts upp av sina lokala borgerliga konkurrenter, men ges ännu ut som självständiga tidningar och har fortfarande socialdemokratiska ledarsidor: Arbetarbladet, Dagbladet, Dala-Demokraten, Folkbladet, Karlskoga-Kuriren, Länstidningen, Sydöstran, Värmlands Folkblad och Västerbottens Folkblad.
Piteå-Tidningen har aldrig varit majoritetsägd av A-pressen utan alltid haft stark lokal ägarförankring och är i dag tillsammans med Norrköpings Tidningar ägare av den största socialdemokratiska landsortstidningen, Norrländska Socialdemokraten i Luleå.

## Några tidningar som ingått i A-Pressen
- Arbetarbladet, Gävle
- Arbetet, Malmö (nedlagd 2000)
- Arbetet Väst, Göteborg (nedlagd 2000)
- Dagbladet Nya Samhället, Sundsvall (nedlagd)
- Dala-Demokraten, Falun
- Folkbladet, Norrköping
- Folket, Eskilstuna (nedlagd)
- Hälsingekuriren, Söderhamn (nedlagd)
- Karlskoga-Kuriren, Karlskoga
- Kronobergaren, Växjö (nu veckotidning VK Växjöbladet Kronobergaren)
- Länstidningen, Östersund
- Norrländska Socialdemokraten, Luleå
- Nya Norrland, Härnösand (numera Tidningen Ångermanland)
- Ny Tid, Göteborg (nedlagd 1963)
- Piteå-Tidningen, Piteå
- Smålands Folkblad, Jönköping (nu veckotidning)
- Sydöstran, Karlskrona
- Värmlands Folkblad, Karlstad
- Västerbottens Folkblad, Umeå
- Västgöta-demokraten, Borås (nedlagd)
- Örebro-Kuriren, Örebro (nedlagd)
- Östgöten, Linköping (nedlagd)
- Östra Småland, Kalmar(nedlagd)